# Cuchilla Alta
Cuchilla Alta es un balneario uruguayo del departamento de Canelones. Forma parte del municipio de La Floresta.

## Ubicación
El balneario se encuentra situado en las orillas del Río de la Plata, al sur del departamento de Canelones, en el km 72 de la ruta Interbalnearia, próximo a su intersección con la ruta 70. Limita al oeste con el balneario de Biarritz y al este con el de El Galeón. Es además uno de los balnearios que conforman la Costa de Oro de Canelones.

## Características
Es uno de los balnearios más pintorescos de la costa del Río de la Plata. Es muy peculiar puesto que, en muy poca superficie, se extienden playas de diversas características, debido a la formación geológica de la zona y a las particularidades topográficas del terreno con afloramientos rocosos costeros. Debido a esto es que lleva su nombre característico puesto que en su geología se encuentra "una mini cuchilla alta".
Considerada una de las áreas más forestadas de la Costa de Oro de Canelones, posee una capacidad de alojamiento que supera hasta 12 veces su población permanente. Fue formado en 1932 en una fracción de campo de 49 hectáreas propiedad de la familia Pons y el plano original se amplió en 1944. Tiene un adecuado desarrollo para satisfacer las necesidades de sus pobladores permanentes, como escuela y policlínica, y de los visitantes de temporada.
El balneario ofrece variadas opciones de alojamiento para turistas, a las que se agregan las casas de alquiler. Destacan varios conjuntos de cabañas sobre costas del Río de la Plata, dotadas de todos los servicios y elementos de confort, seguridad y áreas propias de esparcimiento. Sus playas ofrecen variadas características: mansas, de finas arenas, o pedregosas y escarpadas. Erigidas sobre barrancos, las casas costeras destacan en el paisaje.

## Población
Según el censo de 2023 el balneario contaba con una población de 1 000 habitantes.
| 148           | 206 | 297 | 404 | 435 | 527 | 1 000 |
| (Fuente: INE) |     |     |     |     |     |       |